# Famille des Isembert
Pour les articles homonymes, voir Isembert.
La famille des Isembert, ainsi nommée par les historiens, est une dynastie d'évêques qui monopolise le siège épiscopal de Poitiers de 975 à 1086.

## Une dynastie épiscopale
Le groupe familial des Isembert succède à celui de Pierre, évêque de Poitiers de 963 à 975, qui est connu par deux actes, de 932 et d'après 963, où apparaissent les parents de Pierre, Isembert et Ode, et le frère de Pierre, Robert.

### La génération de Gilbert
Gilbert ou Giselbert, évêque de Poitiers de 975 à 1022, est probablement né vers 940. Ses trois frères, Gaucelme, Isembert et Manassé, sont cités assez souvent avec lui dans l’entourage des comtes de Poitiers Guillaume IV d'Aquitaine et Guillaume V d'Aquitaine. On a parfois fait de lui le neveu de son prédécesseur l'évêque Pierre, mais selon Jacques Duguet, cette parenté, dont le seul indice est l'homonymie (Isembert) entre le père de Pierre et de Robert et le frère de Gilbert, n'est pas prouvée. Les parents de Gilbert restent inconnus. Gilbert a un cousin, abbé, nommé Seguin, qui est cité entre 987 et 996.
Gilbert meurt à la fin de l'année 1022 et il est enterré dans l'abbaye de Maillezais, comme les comtes de Poitiers. Son archidiacre et neveu Isembert Ier, fils d'Isembert, lui succède,. 

### La génération d'IsembertIer
Isembert Ier est cité pour la première fois avant 986, dans l'entourage de Guillaume IV d'Aquitaine, avec son père Isembert et son frère Gilbert. En 1012, il est cité comme archidiacre. Il est élu évêque de Poitiers entre le 30 septembre 1023 et le 30 septembre 1024.
Son groupe familial apparaît dans plusieurs actes, où sont cités sa mère, Théotberge, et ses deux frères : Manassé, parfois qualifié de vicomte, et son épouse Amélie ainsi que Sendebaud et son épouse Agnès. Manassé, Sendebaud et Agnès sont enterrés dans l'abbaye bénédictine Saint-Cyprien de Poitiers. Isembert a aussi des sœurs sur lesquelles on n'a pas de détails. Un archidiacre nommé Pierre est son cousin.
Vers 1015-1030, est citée la famille des Roy : Gaucelme, son épouse Gerberge et leur fils Gilbert. Ils sont apparentés à Isembert Ier et dirigent le château d'Angles-sur-l'Anglin. La famille des Oger, citée à partir de vers 970, est également en relation, à Chauvigny, avec celle des Isembert.

### La génération d'Isembert II
Archidiacre de Poitiers pendant l'épiscopat d'Isembert Ier, Isembert II est à son tour évêque de Poitiers de 1047 à 1086,. Il est le fils de Manassé et d'Amélie et le neveu d'Isembert Ier,,. Il semble être le fils unique de ses parents et apparaît avec ses cousins, enfants de Sendebaud et d'Agnès : Ramnulfe, Isembert, Gaucelme, Aimeri, Pierre, Gilbert, Aigles et Eustachie.
Isembert II meurt en 1086. Comme d'autres membres de sa famille, il est inhumé dans l'abbaye bénédictine Saint-Cyprien de Poitiers, qui est une sorte de nécropole familiale,. 

### Fin de la dynastie épiscopale
Dans les deux cas d'Isembert Ier et d'Isembert II, la continuité est préparée par la fonction d'archidiacre conférée au neveu sous l'épiscopat de l'oncle, mais surtout elle est assurée par un accord entre les comtes de Poitiers, ducs d'Aquitaine, et la famille des Isembert, qui sert les comtes. Les liens entre la dynastie épiscopale et la dynastie comtale ne sont pas des liens familiaux, mais des relations de confiance réciproque.
À la mort d'Isembert II, sa famille tente de faire élire à sa place l’un de ses cousins, Isembert, fils de Sendebaud (lui-même oncle d'Isembert II). Mais comme cet Isembert, archidiacre de Poitiers, est marié et père de plusieurs enfants, l'abbé de Saint-Cyprien de Poitiers, Rainaud, s'oppose à son élection et favorise l'élection de Pierre II. La réforme grégorienne met donc fin à cette dynastie épiscopale,.

### Possessions
Isembert Ier est possessionné en Poitou, à Chauvigny, où il tient un château et où il fait construire une église et à Angles-sur-l'Anglin où il fait aussi construire l'église Sainte-Croix,. Sa belle-sœur Agnès partage avec ses enfants, vers 1080, l'église de Preuilly-la-Ville.
On voit Isembert II et sa famille intervenir dans un acte où il semble réunir en sa personne des droits sur Angles-sur-l'Anglin à la fois en tant qu'évêque de Poitiers et en tant que membre de sa famille.
La puissance des Isembert tient en partie de la possession de ce réseau castral sur lequel ils s'appuient, que ces châteaux leur appartiennent en propre ou qu'ils relèvent du patrimoine de l'évêché.

## Généalogie
- X...
  - Gilbert évêque de Poitiers 975-1022[20]
  - Gaucelme cité vers 995-1001/1002[20]
  - Manassé cité avant 986-1001/1002[20]
  - Isembert cité avant 986-1001/1002, époux de Théotberge citée vers 1025[20] / cousin : Seguin, abbé[20]
    - Isembert Ier évêque de Poitiers 1023/1024-1047[20]
    - Manassé, cité 999-1041, vicomte, époux d'Amélie[20]
      - Isembert II évêque de Poitiers 1047-1086[20]

    - Sendebaud, cité vers 1020-vers 1030, époux d'Agnès morte après 1080[20] / cousin : Pierre, archidiacre[20]
      - Ramnulfe[20]
      - Isembert[20], archidiacre de Poitiers, marié, échoue à devenir évêque[16]
      - Gaucelme[20]
      - Aimeri[20]
      - Pierre[20]
      - Gilbert[20]
      - Aigles[20]
      - Eustachie[20]